# پالایا
پالایا (به ایتالیایی: Palaia) یک کومونه در ایتالیا است که در استان پیزا واقع شده‌است.

## خصوصیات
پالایا ۷۳٫۵ کیلومترمربع مساحت و ۴٬۶۲۲ نفر جمعیت دارد و ۲۴۰ متر بالاتر از سطح دریا واقع شده‌است.

## خواهرخوانده
شهر Pierrevert خواهرخواندهٔ پالایا هست.